# Zaila McCalla
Zaila Rowena McCalla, OJ (nhũ danh Morris; sinh ngày 31 Tháng 1 năm 1948) là một người thẩm phán Jamaica. Từ năm 2007, bà là Chánh án của Jamaica.

## Thơ ấu và giáo dục
Zaila Rowena Morris sinh ngày 31 tháng 1 năm 1948 tại Westmoreland, Jamaica. Bà là một trong sáu người con của Herbert và Beryl Morris. Bà được giáo dục tại trường trung học Chantilly ở Westmoreland và tại trường trung học Montego Bay, một trường trung học dành cho tất cả nữ sinh ở vịnh Montego. Bà học luật tại Đại học West Indies, tốt nghiệp bằng Cử nhân Luật (LLB Hons). Sau đó, bà theo học trường Luật Norman Manley, nơi bà đã hoàn thành Chứng chỉ Giáo dục Pháp lý (LEC).

## Nghề luật
McCalla được làm luật sư vào ngày 27 tháng 9 năm 1976. Bà từng là Phó Thư ký Tòa án từ tháng 10 năm 1976 đến tháng 11 năm 1977 và là Thư ký Tòa án từ tháng 11 năm 1977 đến tháng 7 năm 1980. Vào ngày 1 tháng 7 năm 1980, bà gia nhập Cục Công tố với tư cách là Luật sư Vương miện. Năm 1985, bà là Trợ lý Giám đốc Công tố.

### Tư pháp
Vào tháng 8 năm 1985, McCalla được bổ nhiệm làm Thẩm phán tường trú. Bà đã được thăng cấp lên Thẩm phán thường trú cao cấp vào năm 1996. Từ năm 1993 đến năm 1996, bà cũng là một Thạc sĩ phòng giữ chức vụ tại Tòa án Tối cao. Vào tháng 8 năm 1996, bà trở thành Thạc sĩ tại phòng, phục vụ từ năm 1996 đến 1997.
Vào ngày 7 tháng 7 năm 1997, McCalla được bổ nhiệm làm Thẩm phán cấp dưới của Tòa án Tối cao. Bà đã từ chối cuộc bổ nhiệm đó vào ngày 10 tháng 4 năm 2006, khi bà được bổ nhiệm làm Thẩm phán Kháng cáo. Năm 2006, bà cũng là một Thẩm phán Quyền của Tòa án Lớn của Quần đảo Cayman.
Vào ngày 27 tháng 6 năm 2007, McCalla được bổ nhiệm làm Chánh án của Jamaica. Như vậy, bà là thẩm phán cao cấp nhất của Jamaica và là trưởng phòng tư pháp. Bà là người phụ nữ đầu tiên được bổ nhiệm chức vụ đó.

## Vinh danh
Năm 2007, McCalla đã được trao tặng Huân chương Jamaica (OJ), và do đó được phong là The Honourable. Vào ngày 9 tháng 2 năm 2016, bà đã là một hội viên trường luật danh dự của Middle Temple, một trong những nói tiếng Anh Tòa án Inns.